# فيليبي أليستي لوبيس
فيليبي أليستي لوبيس (بالبرتغالية: Felipe Aliste Lopes‏) وهو لاعب كرة قدم برازيلي في مركز قلب الدفاع ولد في يوم 7 أغسطس 1987 في مدينة أوساسكو في البرازيل، يلعب حالياً مع نادي فولفسبورغ وسبق له اللعب مع نادي شتوتغارت وناسيونال ماديرا نادي آندرلخت ونادي غواراني ويبلغ طوله 184 سم.

## روابط خارجية
- فيليبي أليستي لوبيس على موقع قاعدة بيانات كرة القدم.إي يو (الإنجليزية)
- فيليبي أليستي لوبيس على موقع بيانات كرة القدم. دي إي (الألمانية)
- فيليبي أليستي لوبيس على موقع Soccerway.com (الإنجليزية)
- فيليبي أليستي لوبيس على موقع عالم كرة القدم.نت (الإنجليزية)
- فيليبي أليستي لوبيس على موقع AS.com (الإسبانية)